# Galp
 (juin 2021).
Galp Energia, SGPS, SA (Petróleos e Gás de Portugal, SGPS, S.A) est une société pétrolière portugaise créée le 22 avril 1999.

## Historique
Le 22 avril 1999, Galp Energia est fondée à la suite de la restructuration du secteur énergétique portugais.
En 2017, elle atteint la production de 100 kboepd (Barrels of Oil Equivalent Per Day) soit 100 000 barils de pétrole par jour.
L'actuel CEO (2021) est Andy Brown, ancien CEO de la Royal Dutch - Shell.
En avril 2024, le groupe découvre un gisement de pétrole estimé à plus de 10 milliards de barils après un forage au large des côtes de la Namibie.

## Actionnaires
Liste des principaux actionnaires au 28 octobre 2021 :
| Amorim Energia (en)                              | 35,9% |
| T. Rowe Price International                      | 3,48% |
| Massachusetts Financial Services (en)            | 2,55% |
| Lazard Asset Management                          | 2,13% |
| Black Creek Investment Management                | 2,02% |
| Capital Research & Management                    | 1,82% |
| The Vanguard Group                               | 1,74% |
| T. Rowe Price Associates (Investment Management) | 1,43% |
| BlackRock Fund Advisors                          | 1,27% |
| DWS Investments (UK)                             | 1,05% |